# الدوري السلوفيني لكرة السلة 2008
الدوري السلوفيني لكرة السلة عام 2008–09 (رسميا: "2008–09 UPC League") هو الموسم الثامن عشر من الدوري السلوفيني الممتاز ، وهو أثر دوري كرة سلة محترف في سلوفينيا. فاز ببطولته الوطنية الخامسة عشر.